# ویلیام دوتی مورگان
ویلیام دوتی مورگان (انگلیسی: William Duthie Morgan؛ ۱۵ دسامبر ۱۸۹۱ – ۱۳ مه ۱۹۷۷) فرد نظامی اهل بریتانیا بود. وی همچنین برندهٔ جوایزی همچون صلیب نظامی شده‌است.